# Lysandra suffescens
Lysandra suffescens är en fjärilsart som beskrevs av Bright och Leeds 1938. Lysandra suffescens ingår i släktet Lysandra och familjen juvelvingar. Inga underarter finns listade i Catalogue of Life.